# Björn Schröder
Björn Schröder (Berlino, 27 ottobre 1980) è un ex ciclista su strada e ciclocrossista tedesco, professionista dal 2003 al 2013 e vincitore di un Regio-Tour.

## Carriera
I principali successi da professionista sono stati due tappe al Circuit des Mines nel 2003, due tappe al Sachsen-Tour International (una nel 2004 e una nel 2005), una tappa alla Bayern-Rundfahrt nel 2006, il Regio-Tour nel 2008 e il Grand Prix of Sochi nel 2011. In carriera ha partecipato a due edizioni del Tour de France, due della Vuelta a España e una del Giro d'Italia.

## Palmarès
- 2003

5ª tappa Circuit des Mines (Jœuf > Jarny)
7ª tappa Circuit des Mines (Rosselange > Saint-Avold)
- 2004

5ª tappa Sachsen-Tour International (Dresda > Dresda)
- 2005

3ª tappa Sachsen-Tour International (Lipsia > Görlitz)
- 2006

5ª tappa Bayern-Rundfahrt (Plattling > Cham)
- 2008

Classifica generale Regio-Tour
- 2011

Classifica generale Grand Prix of Sochi

### Altri successi
- 2002

Grand Prix Buchholz
- 2004

Criterium di Brixlegg
- 2005

Criterium di Braunschweig
- 2008

Grand Prix Buchholz

## Piazzamenti

### Grandi Giri
- Giro d'Italia

2009: 140º
- Tour de France

2006: 81º
2008: 100º
- Vuelta a España

2009: ritirato (13ª tappa)
2010: 107º

### Competizioni mondiali
- Campionati del mondo su strada

Plouay 2000 - In linea Under-23: 14º
Zolder 2002 - In linea Under-23: 79º
- Campionati del mondo di ciclocross

Middelfart 1998 - Juniors: 6º
Sint-Michielsgestel 2000 - Under-23: 41º